# Genealogia rodzinna
Genealogia rodzinna – dział genealogii (nauki pomocniczej historii), zajmujący się badaniem powiązań rodzinnych, pochodzeniem rodów, historią rodzinną, najczęściej uprawiana przez genealogów-amatorów. 
Genealogia rodzinna to coraz popularniejsza forma hobby, wspomagająca typowe badania archiwizacyjne i genealogiczne.